# Mirosternus eximius
Mirosternus eximius är en skalbaggsart som beskrevs av Perkins 1910. Mirosternus eximius ingår i släktet Mirosternus och familjen trägnagare. Inga underarter finns listade i Catalogue of Life.